# Algirdas Šemeta

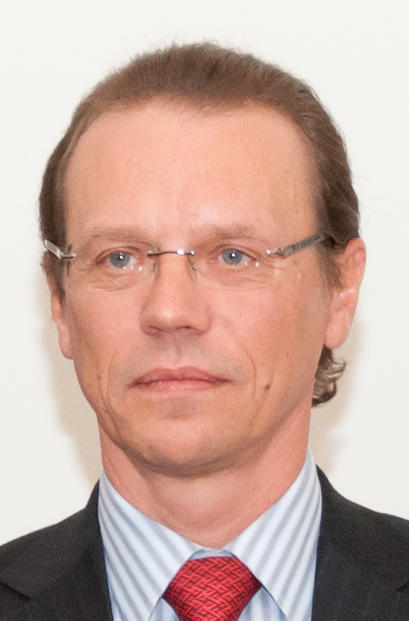
Algirdas Šemeta 2011

Algirdas Gediminas Šemeta (* 23. April 1962 in Vilnius) ist ein litauischer Politiker und Ökonom. Von 2010 bis 2014 amtierte er als EU-Kommissar für Steuern und Zollunion, Audit und Betrugsbekämpfung in der Kommission Barroso II.

## Ausbildung
Algirdas Šemeta studierte von 1980 bis Juni 1985 an der Fakultät für Wirtschaftskybernetik und Finanzen der Universität Vilnius. Dort erhielt er das Diplom des Ökonomen und Mathematikers.
Von 1985 bis 1990 arbeitete er als wissenschaftlicher Mitarbeiter und Ökonom am Litauischen Wirtschaftsinstitut (Lietuvos ekonomikos institutas).

## Karriere
Von 1990 bis 1991 leitete Šemeta die Unterabteilung der Abteilung für Wirtschaftsentwicklung am Wirtschaftsministerium Litauens.
Von 1991 bis 1992 war er Berater und stellvertretender Direktor der Abteilung der Regierungskanzlei Litauens. Vom Dezember 1992 bis 1996 leitete Šemeta die Kommission für Wertpapiere am Finanzministerium (Litauen) (Vertybinių popierių komisija prie Finansų ministerijos, VPK).
Vom Juni 1996 bis Februar 1997 war er Vorsitzender von VPK, von Februar 1997 bis Juni 1999 Finanzminister Litauens. Dann war er vom Juni bis November 1999 Vizepräsident des Unternehmens AB „Nalšia“. Vom Dezember 1999 bis September 2001 war er Regierungssekretär in der Regierungskanzlei, vom September 2001 bis Dezember 2008 leitete er das Statistische Amt (Statistikos departamentas prie Lietuvos Respublikos Vyriausybės), vom 9. Dezember 2008 bis Juli 2009 war er Finanzminister Litauens. Von Juli 2009 bis Februar 2010 war er EU-Kommissar für Finanzplanung und Haushalt. In der Folgekommission übernahm er das Ressort Steuern und Zollunion, Audit und Betrugsbekämpfung.

## Mitgliedschaft
- Verband litauischer Statistiker
- Forum für Wissenswirtschaft (Žinių ekonomikos forumas)
- Rat für Statistik, Vorsitzende

## Ehrungen
- 2012: Adam-Smith-Preis für marktwirtschaftliche Umweltpolitik[2]